# Бернар IV д’Астарак
Бернар IV (фр. Bernard IV d’Astarac; ок. 1220—1291) — граф Астарака с 1249 года. Третий сын Сантюля I д’Астарак (ок. 1180 — ок. 1238) и Сегины (Сеньис) де Ломань (1191—1250).

Графство Астарак на карте Гаскони конца XII в.

В 1249 году наследовал брату — Сантюлю II.
В 1254 году принёс оммаж английскому королю Генриху III и его старшему сыну Эдуарду в обмен на ежегодную ренту в 100 ливров серебра. Таким образом считалось, что его владения входят в состав герцогства Аквитании. Однако согласно договору от 1259 года Астарак снова признавался частью Тулузского графства.
3 декабря 1265 года Бернар IV принёс оммаж королю Наварры Тибо II в обмен на ежегодную ренту в 1500 серебряных марок (оставаясь в то же время вассалом графов Тулузы).
В 1271 году, когда Тулузское графство вошло в состав королевского домена, Бернар IV принёс оммаж королю Филиппу III.
В 1281 году основал город Миранд.
В 1284—1285 участник Арагонской экспедиции.
Жена — Идуана де Комменж. Дети:
- Сантюль III (1245—1301) — граф д’Астарак
- Арно, сеньор де Мезама
- Рубеа (1255-?) — с 1287 жена Пьера де Грайли, виконта де Бонаж.